# България на зимните олимпийски игри 2010
България участва на XXI Зимни олимпийски игри през 2010 г. във Ванкувър, Канада. Съставът е от 19 спортисти в шест спорта.
Преди Игрите пресата счита Александра Жекова за спортистката с най-добри шансове за печелене на медал. 

## Спортове и участници

### Биатлон
| Състезател       | Индивидуално | Спринт | Преследване | Масов старт | Щафета |
| ---------------- | ------------ | ------ | ----------- | ----------- | ------ |
| Красимир Анев    | 25           | 25     | 45          |             |        |
| Мартин Богданов  | 84           |        |             |             |        |
| Владимир Илиев   | 79           | 83     |             |             |        |
| Мирослав Кенанов |              | 82     |             |             |        |
| Михаил Клечеров  | 63           | 59     | 44          |             |        |
| Нина Кленовска   | 48           | 62     |             |             |        |

### Ски алпийски дисциплини
Най-силното представяне на българските състезатели по ски алпийски дисциплини е в слалома за мъже, където Килиан Албрехт и Стефан Георгиев завършват съответно на 20 и 25 място, което е определено като добро представяне от треньора на отбора. 
Мария Киркова се класира на 33 място в спускането, а Стефан Георгиев не го завършва. 
Киркова отпада от супергигантския слалом след като пропуска врата. 
| Мъже - Килиан Албрехт - Стефан Георгиев | Жени - Мария Киркова |

### Ски бягане
Веселин Цинзов заема 50-ото място на 15 км. Антония Григорова се класира 60-а на 10 км. Теодора Малчева завършва на 66 място на 10 км. 
| Мъже - Веселин Цинзов | Жени - Антония Григорова - Теодора Малчева |

### Сноуборд
По време на квалификацията в дисциплината бордъркрос Александра Жекова пада и разтяга мускул, с което приключва участието си на Олимпиадата. 
Жени
- Александра Жекова

Мъже
- Иван Ранчев [8]

### Спортни шейни
Мъже
| Състезатели    | Състезание   | 1      | 1     | 2      | 2     | 3      | 3     | 4      | 4     | Общо     | Общо  |
| Състезатели    | Състезание   | Време  | Място | Време  | Място | Време  | Място | Време  | Място | Време    | Място |
| -------------- | ------------ | ------ | ----- | ------ | ----- | ------ | ----- | ------ | ----- | -------- | ----- |
| Петър Илиев    | Индивидуално | 50.348 | 34    | 50.701 | 35    | 50.921 | 34    | 50.427 | 35    | 3:22.398 | 35    |
| Иван Папукчиев | Индивидуално | 50.932 | 37    | 50.909 | 36    | 51.105 | 37    | 50.386 | 34    | 3:23.332 | 37    |

### Шорттрек
Най-доброто представяне на български спортист от тези зимни олимпийски игри е седмото място на Евгения Раданова на 1500 метра. В същото състезание Марина Николова остава на 17-о място. 
Евгения Раданова достига и четвъртфинал на 500 м и по този начин заема деветото място в крайното класиране. Асен Пандов остава последен в серията си на 1000 метра, а Марина Николова отпада е дисквалифицирана в серията си. 
| Мъже - Асен Пандов | Жени - Марина Николова - Евгения Раданова |